# Albert Dyserynck
Albert Dyserynck (1872-1931) est le quatrième président du Club Bruges KV, un club de football belge, qu'il dirige de 1919 à 1931.

## Présidence du Football Club brugeois
Albert Dyserynck travaille à l'origine comme agent général de « Nederlandsche Gist- en Spiritusfabriek ». Il entre au Club Brugeois le 22 janvier 1913, admis comme membre du Conseil d'Administration du club. Il en est élu président à l'unanimité en octobre 1919.
Albert Dyserynck rénove le stade, dévasté pendant la guerre, sur ses fonds propres. Le 15 juin 1920, peu après l'obtention du premier titre national, le FC Brugeois achète le terrain du « Klokke » pour un prix total de 40 000 francs belges, un montant très importante à l'époque. La moitié de la somme est apportée par le Président d'Honneur Alfons De Meulemeester, Albert Dyserynck en apporte un quart, et un autre membre du Conseil d'Administration, Prosper De Cloedt, amenant le dernier quart. Quelques années plus tard, le président rachète les parts des autres investisseurs, et offre le complexe au Football Club Brugeois pour le prix symbolique de 1 franc belge.
Pendant sa présidence, Albert Dyserynck fait également évoluer le club d'un point de vue administratif. Il modifie le statut du FC Brugeois en une Association sans but lucratif le 15 juillet 1930, statut que le club possède toujours en 2011. Malheureusement, le 9 février 1931, le président du nouveau Conseil d'Administration dérape sur une plaque de verglas entre Bruges et Gand, à Sijsele-Donk, et se tue dans l'accident. Son décès provoque une vague d'émotion dans la population brugeoise, les supporters et les joueurs du club, et son cortège funèbre est suivi par une foule énorme, venue lui rendre un hommage. 
En son honneur, le siège de président du Club est volontairement laissé vacant pendant plus d'un an. Le 15 septembre 1931, le stade du Klokke est rebaptisé Albert Dyserynckstadion, et 5 mois plus tard, une stèle représentant son buste est inaugurée le long de l'entrée principale du stade. Lors du déménagement du Club à l'Olympiapark, le buste est transféré au nouveau stade, et se trouve toujours devant la tribune principale.